# L'Avenir musical
L'Avenir musical est une revue musicale française qui paraît entre 1852 et 1854.

## Historique
L'Avenir musical est fondé en 1852. Le périodique est bimensuel pendant la saison musicale et mensuel le reste de l'année.
La revue paraît entre le 1er novembre 1852 et le 1er février 1854, à Paris, successivement 3 rue Le Peletier, 2 rue Chérubini puis 21 ter rue des Moulins.
Jusqu'en mars 1853, L'Avenir musical est dirigé par Juliette Dillon, compositrice, pianiste, organiste de la cathédrale de Meaux, écrivaine et feuilletoniste au Moniteur parisien. En avril 1853, la présentation du journal change avec l'arrivée d'une nouvelle équipe, mais le nom du rédacteur en chef n'est pas précisé.
Parmi les rédacteurs de l'ère Dillon, figurent P. Villeblanche, Charles Poisot, Alfred Bernard et Louis Énault.

## Contenu
La musicologue Adélaïde de Place relève que L'Avenir musical avait « comme objets d'aider le présent à se développer sans oublier le passé, de faire un journal de musique à l'usage des familles et un journal des artistes, de populariser la musique et de mettre sur le devant de la scène les œuvres composées par quelques dilettantes d'élite ».
Outre les rubriques dédiées aux concerts et spectacles lyriques et dramatiques, le journal publie des chroniques musicales de la province, dont des lettres sur l'éducation musicale par Juliette Dillon, des articles sur les instruments, et une Histoire de la musique par Huet de Guerville, notamment. La revue comprend également de la publicité et chaque numéro propose des catalogues complets d'éditeurs de musique de l'époque.
Jusqu'en avril 1853, L'Avenir musical contient un feuilleton, rédigé essentiellement par Juliette Dillon, consacré à « des portraits de représentants de la presse musicale, tels Fiorentino et Berlioz dont la rédactrice prend la défense comme compositeur ». 